# Ahmet Sağat
Ahmet Sağat (* 27. Mai 1996 in Berlin) ist ein deutsch-türkischer Fußballspieler, der bei Samsunspor unter Vertrag steht.

## Karriere
Sağat begann das Fußballspielen in seiner Heimatstadt bei Tennis Borussia Berlin, bevor er für das letzte A-Jugendjahr zu Dynamo Dresden wechselte, wo er auch bereits Einsätze für die zweite Herrenschaft hatte. Nach einem Jahr verließ er Dresden wieder, um in der Folge in den nächsten fünf Jahren für vier Vereine in der Regionalliga Nordost zu spielen. Im Jahr 2020 folgte dann ein Wechsel in die Regionalliga Südwest zu Rot-Weiß Koblenz.
Im Sommer 2021 verließ Sağat Deutschland und wechselte in die Türkei, dem Heimatland seiner Eltern, wo er sich dem Zweitligisten Menemenspor anschloss. Dort hatte er in der Saison 2021/22 großen Erfolg und wurde Torschützenkönig der Liga. Menemenspor stieg trotzdem in die 3. Liga ab und Sağat verblieb in der 2. Liga, indem er zu Samsunspor wechselte, wo er einen Dreijahresvertrag erhielt.